# Siegel Eritreas
Das Siegel Eritreas wurde am 24. Mai 1993, dem Tag der Unabhängigkeitserklärung Eritreas, offiziell eingeführt.
Es zeigt ein nach heraldisch links stehendes Dromedar in natürlichen Farben umgeben von einem Olivenkranz. Auf der Unterseite ist ein Schriftband mit dem Staatsnamen in den offiziellen Sprachen Englisch in der Mitte, Tigrinya heraldisch rechts und Arabisch heraldisch links.